# Jäst

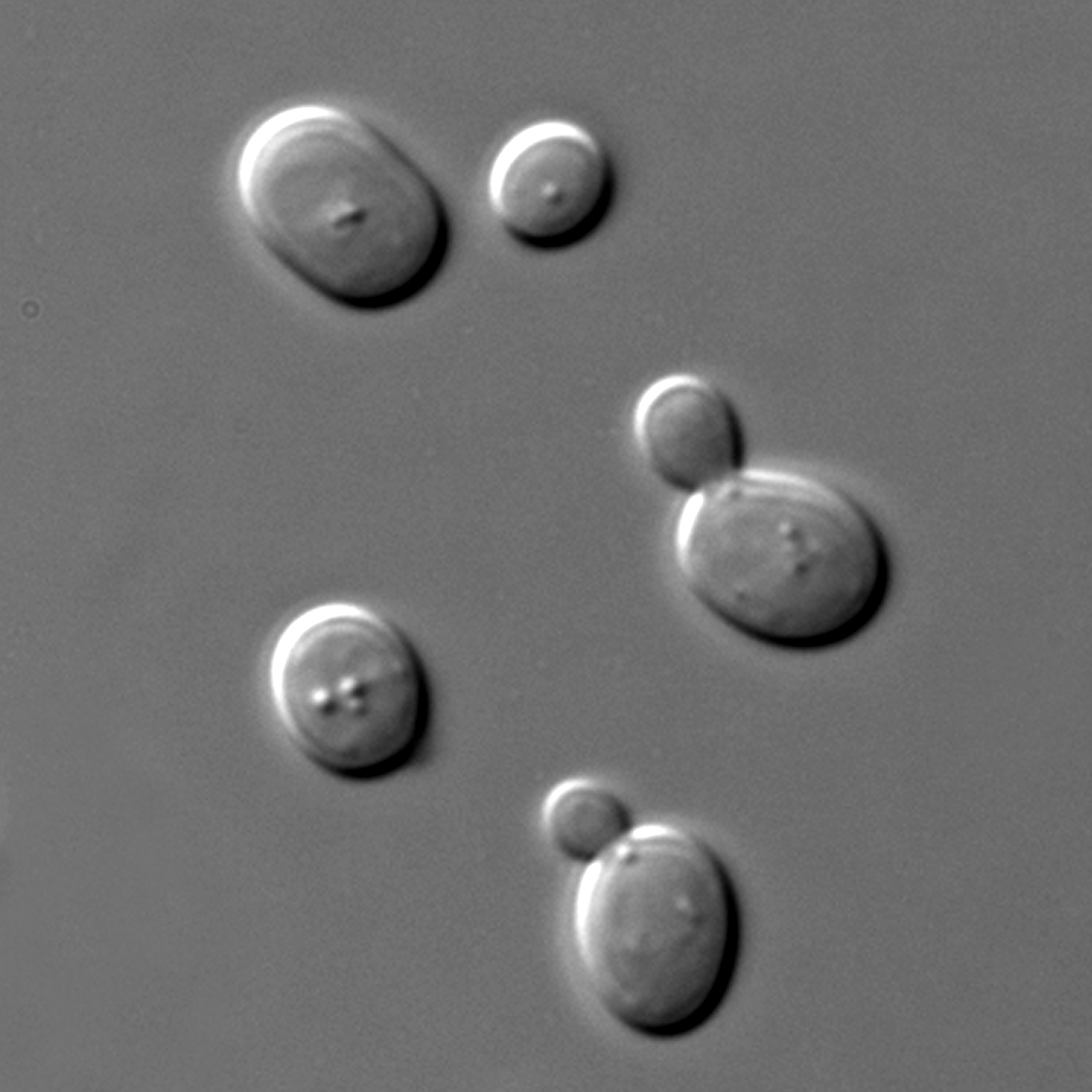
Jäst av arten Saccharomyces cerevisiae.

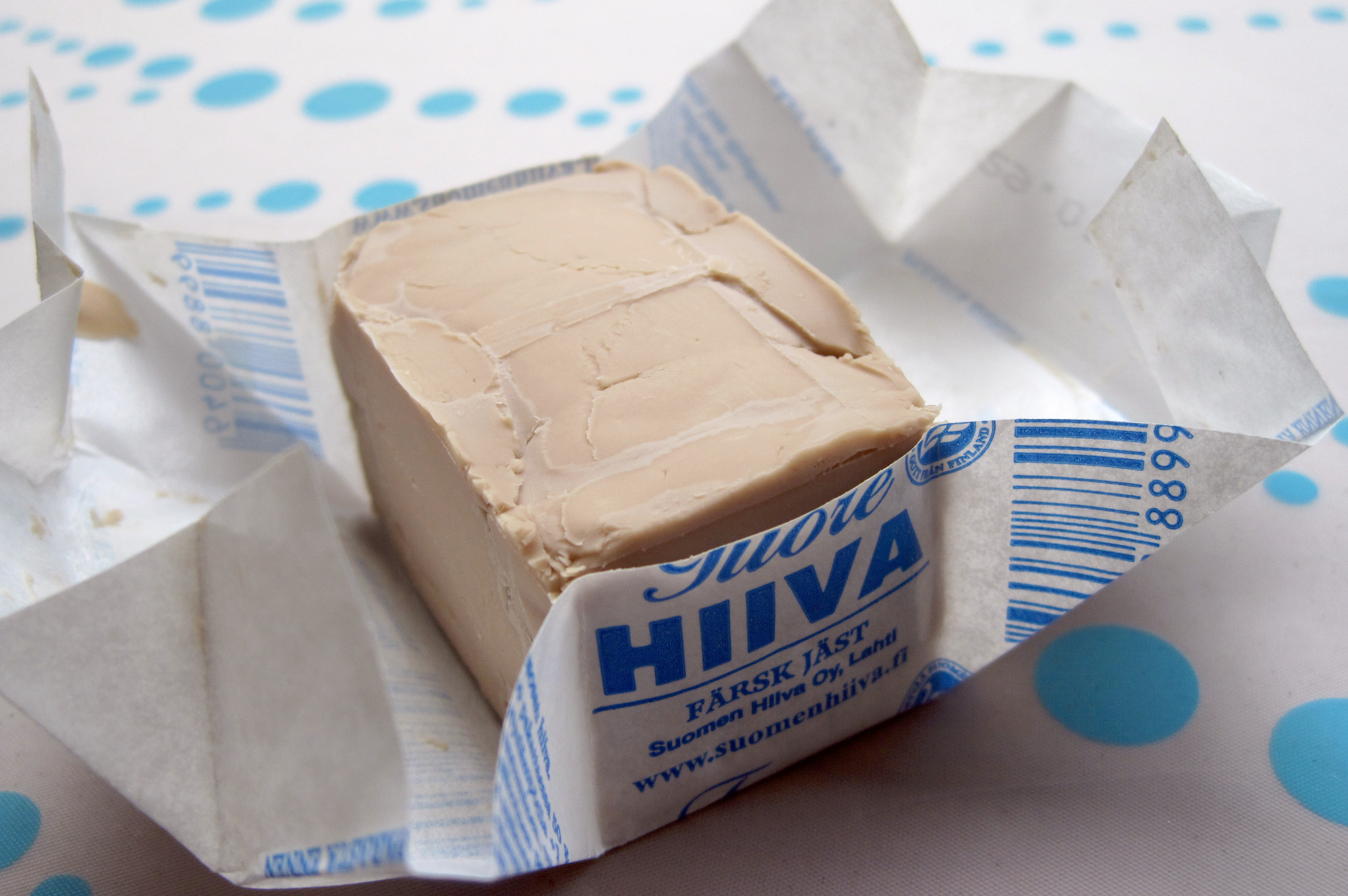
Färskjäst.

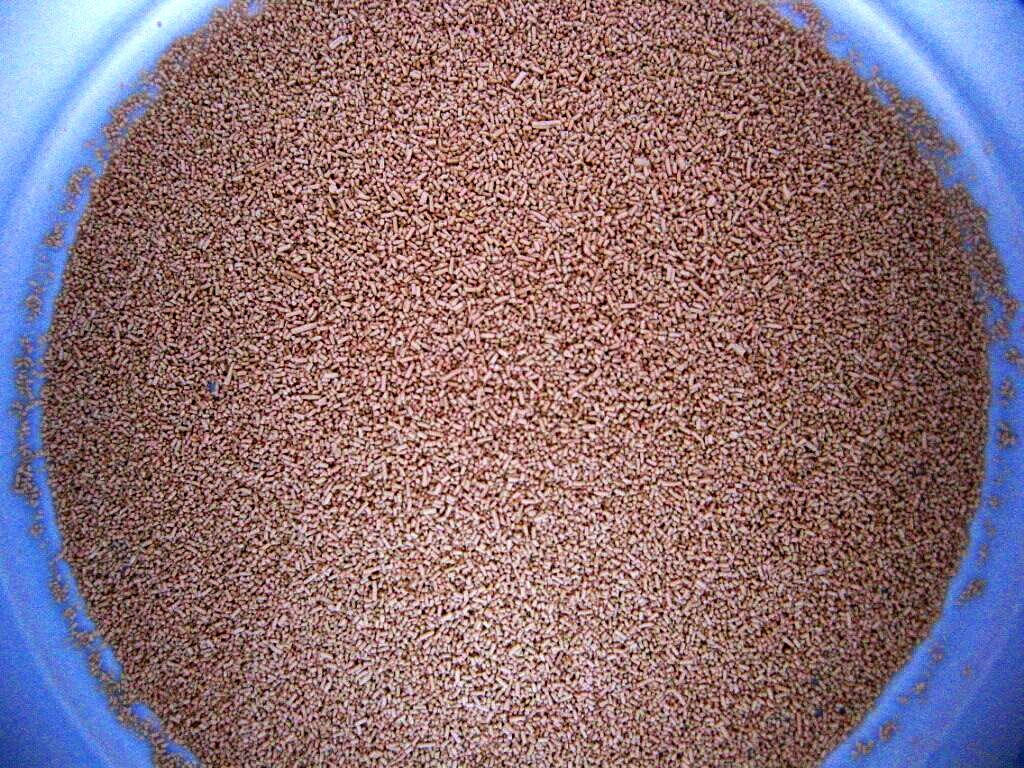
Torrjäst.

Jäst är ett levnadssätt för svampar som innebär att de lever i encellig form.  Många jästsvampar är dimorfa, vilket innebär att de i fast material växer som flercelliga grenade trådar, hyfer, medan de i vätskor växer som åtskiljda celler, jästceller. Man kallar detta för hyfstadium respektive jäststadium. En del svampar har förlorat förmågan att bilda hyfer och lever därför enbart som jästceller. Dessa lever därför bara i en flytande eller halvflytande miljö, exempelvis i havet, på djurs slemhinnor och i ruttnande frukt.
Både sporsäcksvampar och basidiesvampar kan bilda jästceller. Med "jästsvampar" i vardagligt tal avser man sporsäcksvamparna  saccharomycotina som innefattar cirka 600 arter indelade i ett sextiotal släkten. Hit hör bland annat Candida som lever på människors slemhinnor, och Saccharomyces som lever på frukt.

## Jäst i mänsklig användning
Bland Saccharomyces återfinns många ekonomiskt viktiga svampar. Jästsvamparna används vid jäsning av deg och beredning av alkoholhaltiga drycker. Några exempel är Saccharomyces cerevisiae som används vid bakning och bryggningen av ale, Saccharomyces uvarum och Saccharomyces pastorianus som används vid underjästa öl. Just Saccharomyces cerevisiae brukar omnämnas som den för människan mest betydelsefulla svamparten av alla.
Jästsvampen förbrukar socker och avger koldioxid och vatten som två av tre huvudsakliga biprodukter. När tillgången till syre runt svampen tar slut avger den istället för vatten sin tredje huvudsakliga biprodukt, etanol. Koldioxiden är det som lyfter degen vid bakning av bröd. För vanliga bakverk utgör jästsvampen 2 till 6 procent av smeten.
Det finns många olika sorters jästsvampar med varierande egenskaper. Vid bryggning av öl önskar man exempelvis en jäst som tolererar höga alkoholhalter och ger en god smak. För bakning behöver man istället en snabb och sockertolerant svamp. Till hembränning används så kallad turbojäst som är snabbare och jäser renare än vanlig jäst när den blir alkohol.
Jäst saluförs som färskjäst och torrjäst. Färskjästen kräver kylning men kan användas direkt, medan torrjästen kräver blötläggning för att svampen ska komma till liv. Torra beståndsdelar i färskjäst utgör allmänt 20 till 25 procent. Torrjäst kan produceras i rörformiga konstruktioner och andelen vatten ligger sedan vid 8 procent. När produktionen sker genom frystorkning finns nästan inget vatten alls.
För produktionen av jäst för bakverk används en blandning av melass, ammonium och fosfat.

### Bakning

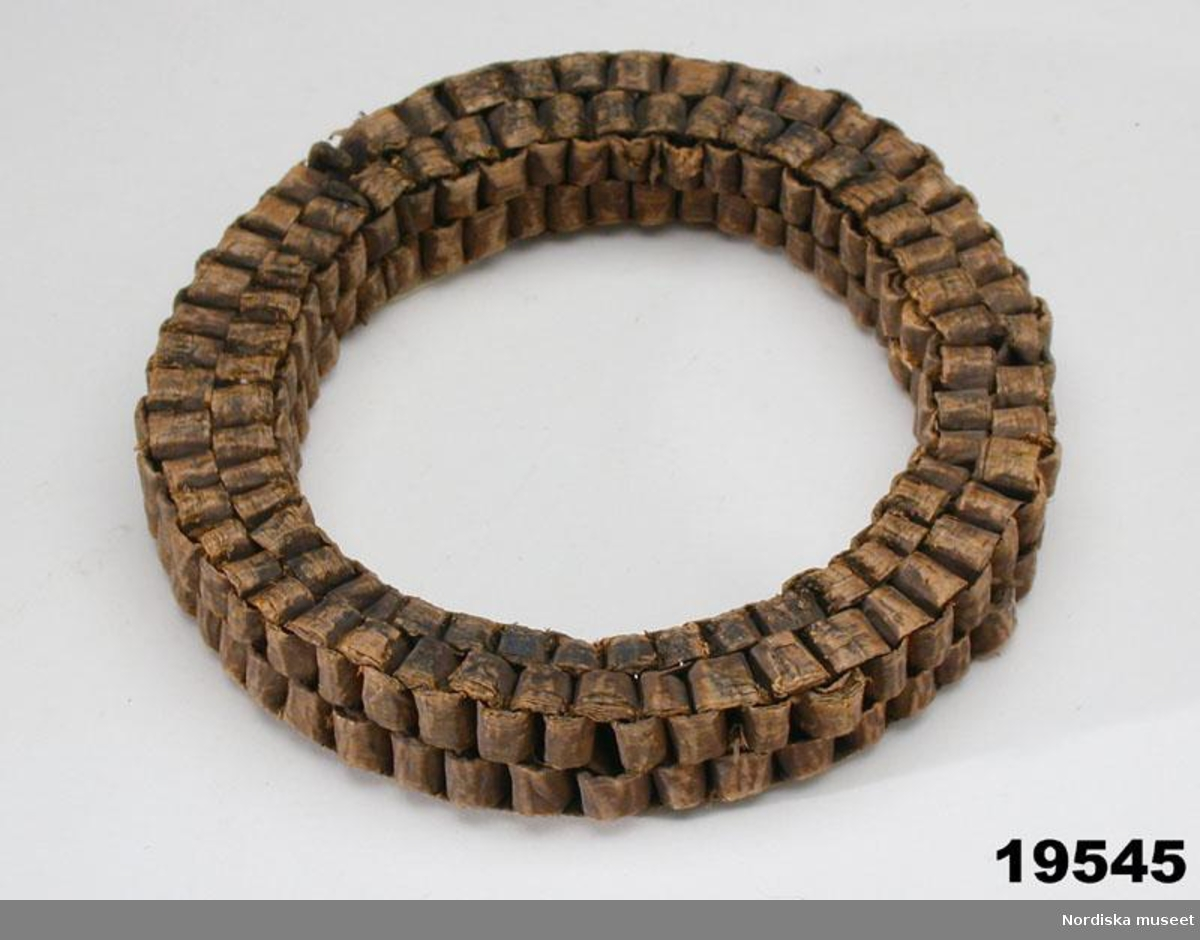
Jästkransar användes i bakning och ölbryggning under 1800-talet. Jästen torkade i kransen mellan användningarna.

För att jäsningen skall fungera bra med färsk jäst bör temperaturen aldrig uppnå mer än ca 45 °C eftersom jästen dör vid högre temperaturer. Jästbolaget, som tillverkar den mesta av den jäst som finns att köpa i svenska dagligvaruaffärer, rekommenderar att jästen löses upp i vätska som är 38 °C. Torrjäst ska däremot lösas upp i vätska som är ca 45 °C för att jästen ska aktiveras. Optimal temperatur för degens jäsning är omkring 20 - 26 °C, beroende på vilket bröd man bakar. Kalljäsning (för temperaturer under +10 °C) är en process som tar längre tid än sedvanlig jäsning, men effekten är en mer porös deg och mer utvecklad arom i brödet. Vid kalljäsning kan man gärna använda mindre mängd jäst än den som receptet utgår ifrån. Jästen dör vid ph-värdet 4.

## Sjukdomar
Jästsvamp orsakar också en obehaglig sjukdom hos djur och människor.
Jästsvampar tillhörande framför allt Candida-släktet ingår i den normala slemhinnefloran i munhåla, tarm och genitalia, samt på hud, naglar och hår. Många gånger kan det vara svårt att fastställa om fyndet av jästsvampar bara är ett uttryck för normalflora, eller om lokalisation och mängd måste betraktas som patologisk. 
Djup candidos såsom endokardit, meningit, endoftalmit är fruktade komplikationer hos patienter med nedsatt immunförsvar. Fynd av candida (eller annan jästsvamp) i blod kan vara uttryck för en kolonisering av en intravasal kateter eller för svår candida-septikemi. 
Enkla jästsvampar (Candida species) växer ofta bra på våra vanliga bakteriologiska grundsubstrat men kan behöva specialsubstrat och längre inkubationstider än bakterier varför man bör ställa en specifik fråga på remissen.